# Sierra Pro Pilot
Sierra Pro Pilot est un jeu vidéo de simulation de vol développé par Dynamix et publié par Sierra On-Line en 1998 sur PC. Contrairement à son principal concurrent, Flight Simulator, il se concentre uniquement sur le territoire des États-Unis mais avec un niveau de détail inédit pour l’époque, prenant en compte les élévations de terrains et représentant l’ensemble des 3 000 aéroports du pays. Le jeu permet de piloter cinq appareils différents dont des monomoteurs, comme le Cessna Skyhawk ou le Beechcraft Bonanza, des bimoteurs comme le Beechcraft Baron et le Beechcraft King Air, et un avion à réaction,. 
Il a pour suite Pro Pilot '99.

## Accueil
| Sierra Pro Pilot      |      |       |
| Média                 | Pays | Notes |
| Computer Gaming World | US   | 2.5/5 |
| Gen4                  | FR   | 2/5   |
| Joystick              | FR   | 65 %  |